# Долар (Ентоні)
Долар (Ентоні) (англ. Susan B. Anthony dollar) — обігова мідно-нікелева монета США вартістю 1 долар, яка карбувалась у 1979-1981 і 1999 роках. На аверсі зображено Сьюзен Ентоні (1820-1906) — американська феміністка і борчиня за громадянські права жінок.

## Історія
У 1978 році президент Джиммі Картер підписав закон про карбування однодоларових монет із зображенням Сьюзен Ентоні і рік потому, монети увійшли в обіг.
Спочатку монету хотіли зробити одинадцятикутною, але через таку форму довелося б переробляти велику кількість торгових автоматів, тому було вирішено залишили тільки рамку всередині. Відмова від задуманої спочатку форми призвела до того, що монету в 1 долар стали часто плутати з монетою у 25 центів. Монета стала однією з найбільш непопулярних в історії США.

## Карбування
Долари карбувалися у 1979-1981 і 1999 роках в Філадельфії (Р), Денвері (D) і Сан-Франциско (S).
- 1979 P — 360,222,000
- 1979 D — 288,015,744
- 1979 S — 109,576,000
- 1980 P — 27,610,000
- 1980 D — 41,628,708
- 1980 S — 20,422,000
- 1981 P — 3,000,000
- 1981 D — 3,250,000
- 1981 S — 3,492,000
- 1999 P — 35,892,000
- 1999 D — 11,776,000

Монета вилучається з обігу.

## Опис

### Аверс
Аверс монети облямований багатокутником з 11 граней. 11 граней символізують місію Аполлон-11, якій присвячений реверс монети. У його центрі зображено Сьюзен Ентоні, зверху якої розміщений напис «LIBERTY» (Свобода), праворуч - «IN GOD WE TRUST» (В Бога ми віруємо), знизу - рік випуску монети. По краях багатокутника розміщені 13 зірок. Праворуч і знизу під зображенням С. Ентоні розташовані 2 невеликі літери FG (початкові літери імені та прізвища дизайнера монети Франка Гаспарро), а ліворуч від нього буква P, D або S. Буква позначає монетний двір в якому була викарбувана монета:
- Р - Філадельфія, Пенсільванія
- D - Денвер, Колорадо
- S - Сан-Франциско, Каліфорнія

### Реверс
Реверс схожий з доларом Ейзенхауера і символізує висадку американців на Місяці. Він як і аверс облямований багатокутником з 11 граней.
На ньому зображений символ США - білоголовий орлан, що несе оливкову гілку, яка сідає на поверхню Місяця. На задньому фоні знаходиться Земля. Букви FG у хвоста орла є абревіатурою імені та прізвища дизайнера монети. Зверху поміщений напис «UNITED STATES OF AMERICA», під ним меншого розміру «E PLURIBUS UNUM» - «У безлічі єдині». Знизу позначений номінал монети - «ONE DOLLAR». Також навколо орла розташовано 13 зірок.

## Джерело
- Інформація про монету [Архівовано 2 серпня 2014 у Wayback Machine.]